# Gledić (Kraljevo)
Gledić (Servisch cyrillisch Гледић) is een plaats in de Servische gemeente Kraljevo. De plaats telt 352 inwoners (2002).